# Завод фосфорної кислоти у Ешидії (JIFCO)
Завод фосфорної кислоти у Ешидії (JIFCO) — підприємство хімічної промисловості, яке розташоване поблизу йорданського порту Акаба та належить Jordanian — Indian Fertiliser Company.
Завод став до ладу 2015 року. Він може щорічно приймати на переробку 1,8 млн тонн фосфоритної руди та випускати 475 тисяч тонн фосфорної кислоти. Кінцевий продукт отримують шляхом обробки рудного концентрату сульфатною кислотою, яка продукується на цьому ж майданчику в обсягах 4500 тонн на добу.
Розташування в індустріальній зоні порту Акаба забезпечує підприємству, продукція якого призначена для експорту, гарну логістику.
Проєкт заводу, що потребував 850 млн доларів інвестицій, реалізували через Jordanian — Indian Fertiliser Company, власниками якої є індійський виробник добрив Indian Farmers Fertilizer Cooperative Limited (IFFCO, разом з афілійованою структурою має 52 %) та йорданський продуцент фосфоритної сировини Jordian Phosphate Mines Company (JPMC, 48 %). Базовим споживачем випущеної у Ешидія фосфорної кислоти став належний IFFCO заводу з виробництва фосфорних добрив у Кандла (штат Гуджарат).